# Palmer (Texas)
Palmer város az USA Texas államában, Ellis megyében. Lakosainak száma 2393 fő (2020. április 1.).

## Népesség
A település népességének változása:

| 2010 | 2 000 |
| 2020 | 2 393 |